# Собор Святого Капрасия

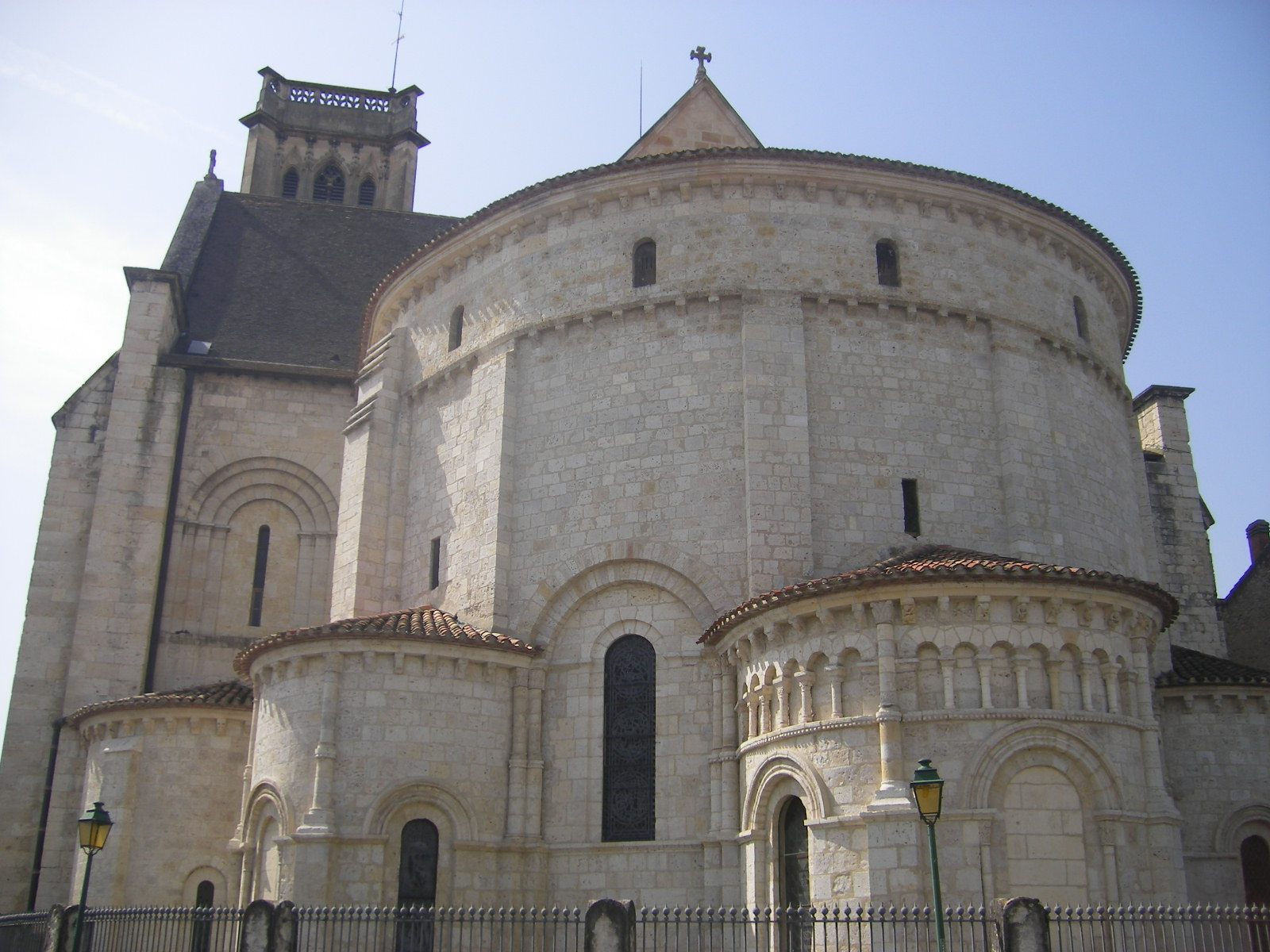
Собор святого Капрасия Аженского.

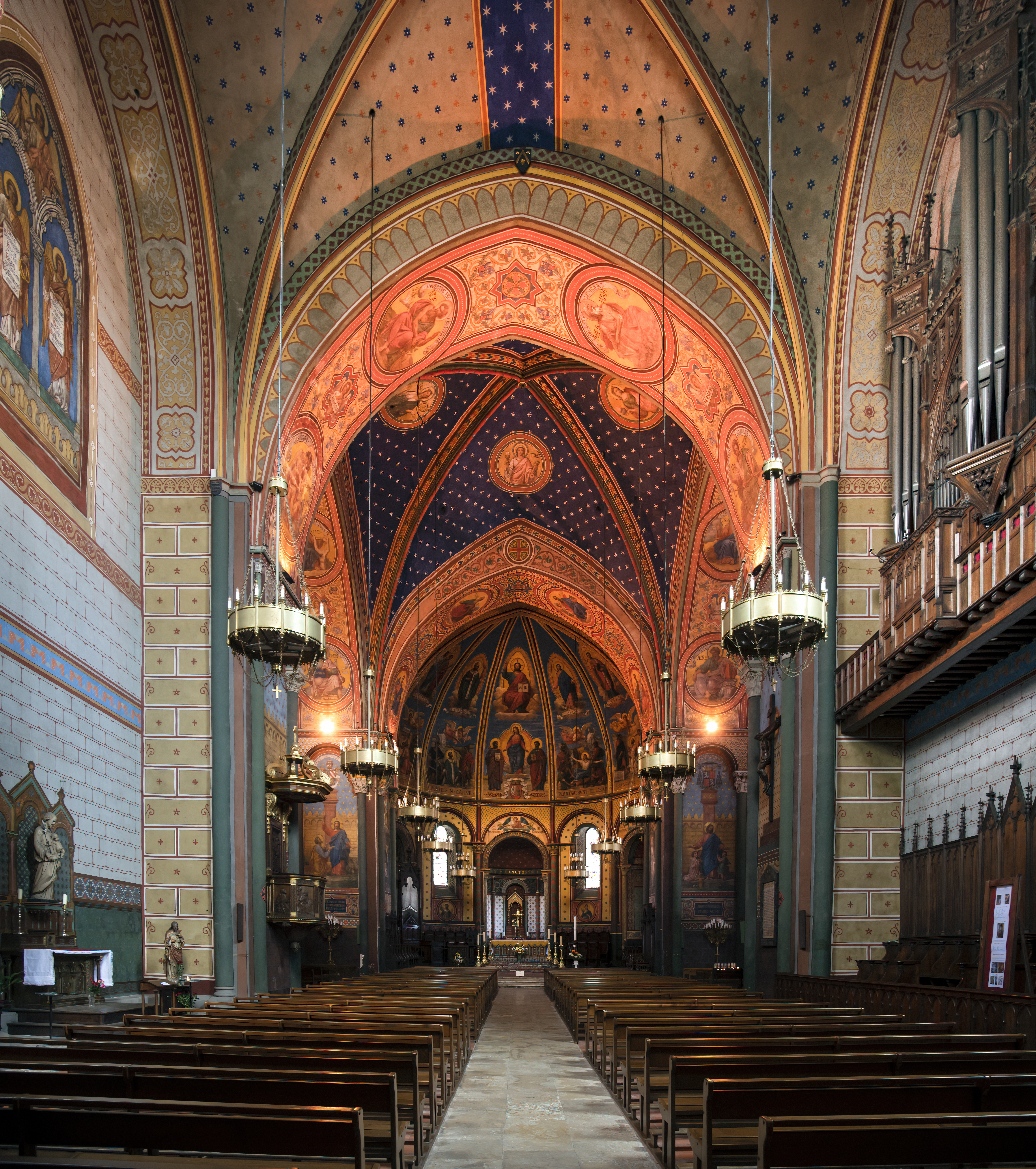
Собор Сен-Капре - Вид на неф и хоры

Церковь Святого Капрасия  (Капрэ Аженского; фр. Cathédrale Saint-Caprais d’Agen) — кафедральный собор, находящийся в городе Ажен, Франция. Церковь названа в честь святого Капрасия Аженского и является национальным памятником Франции.

## История
Первоначально церковь была церковью каноников и в 1801 году, после разрушения во время Французской революции 1793 года кафедрального собора святого Этьена, приобрела статус кафедрального собора епархии Ажен. Постройка церкви была начата в XII веке. Неф датируется XIII веком, колокольня — XIX век.

## Источник
- Guyenne romane, Pierre Dubourg-Noves, Éditions du Zodiaque, La Pierre-qui-Vire (France), 1969 , стр. 254—256.